# Nà Hỳ
Nà Hỳ là một xã và là huyện lỵ của huyện Nậm Pồ, tỉnh Điện Biên, Việt Nam.

## Địa lý
Xã Nà Hỳ nằm ở phía nam huyện Nậm Pồ, có vị trí địa lý:
- Phía đông và phía nam giáp Lào
- Phía tây giáp xã Nậm Chua và xã Vàng Đán
- Phía bắc giáp các xã Nậm Tin, Chà Cang và Chà Nưa.

Xã Nà Hỳ có diện tích 81,85 km², dân số năm 2022 là 5.253 người, mật độ dân số đạt 64 người/km².

## Hành chính
Xã Nà Hỳ được chia thành 9 bản: Huổi Cơ Dạo, Huổi Hoi, Huổi Sang, Lai Khoang, Nà Hỳ 1, Nà Hỳ 2, Nà Hỳ 3, Sín Chải, Xam (Sam) Lang.

## Lịch sử
Ngày 18 tháng 8 năm 2000, Chính phủ ban hành Nghị định số 35/2000/NĐ-CP về việc thành lập xã Nà Hỳ thuộc huyện Mường Lay trên cơ sở 44.284 ha diện tích tự nhiên và 10.441 nhân khẩu của xã Chà Cang.
Ngày 14 tháng 1 năm 2002, Chính phủ ban hành Nghị định số 08/2002/NĐ-CP về việc chuyển xã Nà Hỳ thuộc huyện Mường Lay về huyện Mường Nhé mới thành lập quản lý.
Ngày 26 tháng 11 năm 2003, Quốc hội ban hành Nghị quyết số 22/2003/QH11 về việc chuyển xã Nà Hỳ thuộc huyện Mường Nhé, tỉnh Lai Châu về tỉnh Điện Biên mới thành lập quản lý.
Ngày 21 tháng 3 năm 2006, Chính phủ ban hành Nghị định số 27/2006/NĐ-CP về việc:
- Thành lập xã Nà Khoa trên cơ sở 12.691,49 ha diện tích tự nhiên và 4.531 nhân khẩu của xã Nà Hỳ.
- Thành lập xã Nà Bủng trên cơ sở 16.402,78 ha diện tích tự nhiên và 5.072 nhân khẩu của xã Nà Hỳ.

Sau khi điều chỉnh địa giới hành chính, xã Nà Hỳ còn lại 15.189,73 ha diện tích tự nhiên và 3.981 nhân khẩu.
Ngày 25 tháng 8 năm 2012, Chính phủ ban hành Nghị quyết số 45/NQ-CP về việc:
- Thành lập xã Nậm Chua trên cơ sở điều chỉnh 6.906,17 ha diện tích tự nhiên và 2.061 nhân khẩu của xã Nà Hỳ.
- Chuyển xã Nà Hỳ thuộc huyện Mường Chà về huyện Nậm Pồ mới thành lập quản lý.

Sau khi điều chỉnh địa giới hành chính, xã Nà Hỳ còn 8.214,55 ha diện tích tự nhiên và 3.254 người.
Ngày 6 tháng 12 năm 2019, HĐND tỉnh Điện Biên ban hành Nghị quyết số 148/NQ-HĐND về việc thành lập bản Sín Chải trên cơ sở bản Sín Chải 1 và bản Sín Chải 2.